# ガイウス・カルプルニウス・ピソ (紀元前67年の執政官)
ガイウス・カルプルニウス・ピソ（ラテン語: Gaius Calpurnius Piso、紀元前110年ごろ - 紀元前60年ごろ）は紀元前1世紀初期・中期の共和政ローマの政治家。紀元前67年に執政官（コンスル）を務めた。

## 出自
ピソはプレブス（平民）であるカルプルニウス氏族の出身である。最も古い氏族のひとつであり、第2代ローマ王ヌマ・ポンピリウスの息子カルプス (Calpus) を始祖としているとされる（ヌマの子孫と称する氏族は他にピナリウス氏族、ポンポニウス氏族、アエミリウス氏族がある）。氏族の中でピソ家は最も栄え、紀元前180年にガイウス・カルプルニウス・ピソが氏族最初の執政官に就任して以来、定期的に高位官職者を輩出してきた。
カピトリヌスのファスティの該当部分が欠落しており、ピソの父および祖父のプラエノーメン（第一名、個人名）は不明である。従って、氏族の他の人物との関係も分からない。

## 経歴
ピソは紀元前110年ごろに生まれた。現存する資料の中でピソに関する最初の言及は、おそらく紀元前76年と思われる。ピソは、俳優クイントゥス・ロスキウス・ガッルスの事件の裁判長であった可能性がある。紀元前69年、ピソはアウルス・ケキナの遺産相続をめぐる訴訟で、セクストゥス・エブキウスの弁護を行っている（ケキナの弁護はキケロが行った）。歴史学者F. ミュンツァーはピソはプラエトル（法務官）に就任したのは紀元前69年としているが、当時の法律では法務官から執政官までは3年の間隔を開けることとなっていたことから、R. ブロートンは遅くとも紀元前70年としている。
紀元前67年、ピソは執政官に就任する。同僚執政官はプレブスのマニウス・アキリウス・グラブリオであった。両執政官は、選挙違反（de ambitu）に対する法律を採択した（アキリウス・カルプニウス法）。この法律では、有罪判決を受けた者は多額の罰金を支払わなければならず、元老院から追放され、生涯にわたって被選挙権を失うことになった。いくつかの資料では、この法律に関してはピソだけが関わったとされており、このためカルプニウス法（Lex Calpurnia）と呼ばれることもある。
ピソはオプティマテス（門閥派）の指導者であり、ポンペイウスの台頭に反対しようとした。特に、東地中海の海賊討伐に対する全権をポンペイウスに与えるとする、アウルス・ガビニウスの法案に反対した。議論は白熱し、ピソは「もしポンペイウスがロムルスの真似をしたいならば、その運命からも逃れることはできない」（元老院議員によるロムルスの殺害を意味する）と宣言した。この発言の後、ピソは群衆に引き裂かれそうになった。結局ガビニウスの法案は成立するが、プルタルコスによれば、ピソは嫉妬と憎悪に駆られ、すでに集まっていた艦隊の乗組員に解散を命じた。しかし、その時にはすでに艦隊はブルンディシウムから出航していた。ガビニウスはピソを罷免する法案を作成したが、ポンペイウスがこれに反対したため、民会で議論されることはなかった。年末の選挙で、ピソはポプラレス（民衆派）の執政官候補であったマルクス・ロッリウス・パリカヌス（紀元前69年法務官）の当選を阻止した。ウァレリウス・マクシムスの言葉を借りれば、「驚くべき不屈の精神」を見せた。
執政官任期完了後、ピソはプロコンスル（前執政官）権限で、ガリア・ナルボネンシス属州総督を2年間務めた（紀元前66年-65年）。総督職の間、ピソはアロブロゲス族の反乱を鎮圧した。ローマに戻ると、カエサルから、ガリア・トランスパダニアの住民を裁判なしで処刑したとして告発されたが、キケロに弁護を依頼して無罪を勝ち取った。
紀元前63年末、ルキウス・セルギウス・カティリナのクーデター計画が発覚するが、ピソはカエサルもこの陰謀に参加していたと認めさせようとした。クィントゥス・ルタティウス・カトゥルス・カピトリヌス（紀元前78年執政官）と共に、カティリナ弾劾を行った執政官キケロを説得し、カエサルに対する虚偽の告発をさせようとした。これは失敗したが、サッルスティウスによると、彼はカティリナの計画にカエサルが関与しているという露骨な誹謗中傷を広め始め、それを信じたエクィテス（騎士階級）の中には、カエサルを殺害すると脅すものもいた。ピソは元老院議員を前にして、陰謀の首謀者の一人であるガイウス・コルネリウス・ケテグスに対する不利な証言を行った。ピソは12月5日の裁判に参加し、キケロの主導で逮捕されていた共謀者を民会に諮ることなしで処刑することが決定された。後にキケロは、彼の判断を承認したノビレスの一人にピソをあげている。
ピソに関する最後の記録は、紀元前61年12月である。 キケロは、元老院で一つの問題を議論したときに、最初に発言したのは彼ではなく、ピソであったと、親友のティトゥス・ポンポニウス・アッティクスに不快感を示している。また、紀元前60年末の執政官選挙に出馬するに当たり、マルクス・カルプルニウス・ビブルスは、ピソを通じて候補者であるルキウス・ルッケウスと協力関係を構築しようと望んでいた。その後の記録がないので、ピソはまもなく死亡したと歴史学者は推定している。

## 知的活動
キケロは『ブルトゥス』の中で、クィントゥス・ホルテンシウス・ホルタルス（紀元前69年執政官）と同時代の弁論家の一人にピソを挙げており、「冷静な弁論家で、演説の中に会話調の表現をたくさん盛り込んだ。彼は素早い発想力があり、表情や顔つきから実際よりもより賢そうに見えた」と評している。

## 参考資料

### 古代の資料
- ウァレリウス・マクシムス『有名言行録』
- プルタルコス『対比列伝』
- ガイウス・サッルスティウス・クリスプス『カティリーナの陰謀』
- マルクス・トゥッリウス・キケロ『ブルトゥス』
- マルクス・トゥッリウス・キケロ『ロスキウス弁護』
- マルクス・トゥッリウス・キケロ『アッティクス宛書簡集』
- マルクス・トゥッリウス・キケロ『ピリッピカ』

### 研究書
- Grimal P. Cicero. - M .: Molodaya gvardiya, 1991 .-- 544 p. - ISBN 5-235-01060-4 .
- Egorov A. Julius Caesar. Political biography. - SPb. : Nestor-History, 2014 .-- 548 p. - ISBN 978-5-4469-0389-4 .
- Tiraspolsky G. Roman laws (pre-Justinian era). - M .: Flinta, 2010 .-- 312 p. - ISBN 978-5-9765-0737-1 .
- Utchenko, S. Julius Caesar. - M .: Mysl, 1976 .-- 365 p.
- Broughton R. Magistrates of the Roman Republic. - New York: American Philological Association, 1952. - Vol. II. - P. 558.
- Klebs E. Acilius 38 // Paulys Realencyclopädie der classischen Altertumswissenschaft . - 1893. - Bd. I, 1. - Kol. 256-257.
- Münzer F. Calpurnius // Paulys Realencyclopädie der classischen Altertumswissenschaft . - 1897. - Bd. III, 1. - Kol. 1365.
- Münzer F. Calpurnius 63 // Paulys Realencyclopädie der classischen Altertumswissenschaft . - 1897. - Bd. III, 1. - Kol. 1376-1377.
- Sumner G. Orators in Cicero's Brutus: prosopography and chronology. - Toronto: University of Toronto Press, 1973 .-- 197 p. - ISBN 9780802052810 .